# خزانه یهود

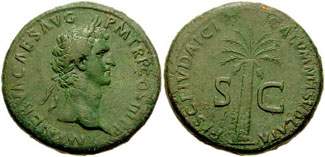
روی سکه ای که توسط نروا صادر شده‌است، fisci Judaici calumnia sublata نوشته شده‌است، "لغو تعقیب مخرب در ارتباط با مالیات یهودیان.

خزانه یهود (fiscus Iudaicus) مالیاتی بود که امپراتوری روم بر یهودیان در امپراتوری روم پس از ویرانی اورشلیم ومحاصره اورشلیم (۷۰ میلادی) تحمیل کرده بود. درآمدها به معبد کاپیتولینوس در روم باستان برده می‌شد. اقدام مالیاتی باعث بهبود وضعیت مالی روم شد و همچنین به عنوان یک عامل بازدارنده در برابر تبلیغ دین عمل کرد. آنهایی که مالیات می‌دادند مجبور نبودند برای خدایان رومی و فرقه امپراتوری روم قربانی کنند.